# Гранд-Айленд (Небраска)
Гранд-Айленд (англ. Grand Island) — місто (англ. city) в США, в окрузі Голл штату Небраска. Населення — 53 131 особа (2020).

## Історія
У 1857 році тридцять п'ять поселенців німецького походження створили нове поселення на острові, відомому як «La Grande Isle» (тобто «Великий острів») на річці Платт. В 1868 році по цій місцевості пройшла залізниця, що одразу ж призвело до розвитку торгівлі на новій станції. До 1870 року населення міста вже перевищувало тисячу осіб. В 1890 році в Ґранд-Айленді був побудований перший в Небрасці завод з переробки цукрових буряків.

## Географія
Гранд-Айленд розташований за координатами 40°55′20″ пн. ш. 98°21′29″ зх. д. / 40.92222° пн. ш. 98.35806° зх. д. (40.922193, -98.357951).  За даними Бюро перепису населення США в 2010 році місто мало площу 73,94 км², з яких 73,58 км² — суходіл та 0,37 км² — водойми.

### Клімат
| Клімат : Ґранд-Айленд   | Клімат : Ґранд-Айленд | Клімат : Ґранд-Айленд | Клімат : Ґранд-Айленд | Клімат : Ґранд-Айленд | Клімат : Ґранд-Айленд | Клімат : Ґранд-Айленд | Клімат : Ґранд-Айленд | Клімат : Ґранд-Айленд | Клімат : Ґранд-Айленд | Клімат : Ґранд-Айленд | Клімат : Ґранд-Айленд | Клімат : Ґранд-Айленд | Клімат : Ґранд-Айленд |
| Показник                | Січ.                  | Лют.                  | Бер.                  | Квіт.                 | Трав.                 | Черв.                 | Лип.                  | Серп.                 | Вер.                  | Жовт.                 | Лист.                 | Груд.                 | Рік                   |
| Абсолютний максимум, °C | 24,4                  | 26,7                  | 32,2                  | 36,7                  | 40,0                  | 42,2                  | 47,2                  | 44,4                  | 42,8                  | 36,1                  | 31,1                  | 26,7                  | 47,2                  |
| Середній максимум, °C   | 2,1                   | 4,3                   | 10,6                  | 17,3                  | 22,6                  | 28,4                  | 30,9                  | 29,7                  | 25,6                  | 18,2                  | 9,7                   | 2,7                   | 16,9                  |
| Середній мінімум, °C    | −9,8                  | −7,6                  | −2,4                  | 3,3                   | 9,8                   | 15,2                  | 18,2                  | 17,0                  | 11,3                  | 4,2                   | −2,9                  | −8,7                  | 4,1                   |
| Абсолютний мінімум, °C  | −33,9                 | −36,7                 | −29,4                 | −18,3                 | −5,6                  | 2,2                   | 5,6                   | 3,3                   | −6,7                  | −14,4                 | −23,9                 | −32,2                 | −36,7                 |
| Норма опадів, мм        | 13                    | 17                    | 46                    | 64                    | 112                   | 109                   | 86                    | 79                    | 57                    | 47                    | 30                    | 16                    | 677                   |
| Днів з опадами          | 5,1                   | 5,1                   | 7,1                   | 8,4                   | 11,6                  | 10,5                  | 8,8                   | 8,2                   | 7,0                   | 6,6                   | 5,3                   | 5,0                   | 88,7                  |
| Днів зі снігом          | 4,4                   | 3,6                   | 2,6                   | 0,9                   | 0                     | 0                     | 0                     | 0                     | 0                     | 0,5                   | 2,1                   | 3,7                   | 17,8                  |
| ----------------------- | --------------------- | --------------------- | --------------------- | --------------------- | --------------------- | --------------------- | --------------------- | --------------------- | --------------------- | --------------------- | --------------------- | --------------------- | --------------------- |
| Джерело: NOAA           |                       |                       |                       |                       |                       |                       |                       |                       |                       |                       |                       |                       |                       |

## Демографія
Згідно з переписом 2010 року, у місті мешкало 48 520 осіб у 18 326 домогосподарствах у складі 11 846 родин. Густота населення становила 656 осіб/км².  Було 19426 помешкань (263/км²).
Расовий склад населення:
| - 80,0 % — білих - 2,1 % — чорних або афроамериканців - 1,2 % — азіатів - 1,0 % — корінних американців - 0,2 % — вихідців з тихоокеанських островів - 13,1 % — осіб інших рас |

До двох чи більше рас належало 2,4 %. Частка іспаномовних становила 26,7 % від усіх жителів.
За віковим діапазоном населення розподілялося таким чином: 27,6 % — особи молодші 18 років, 59,4 % — особи у віці 18—64 років, 13,0 % — особи у віці 65 років та старші. Медіана віку мешканця становила 34,7 року. На 100 осіб жіночої статі у місті припадало 99,2 чоловіків;  на 100 жінок у віці від 18 років та старших — 97,1 чоловіків також старших 18 років.
Середній дохід на одне домашнє господарство  становив 58 998 доларів США (медіана — 46 831), а середній дохід на одну сім'ю — 66 458 доларів (медіана — 53 817). Медіана доходів становила 38 852 долари для чоловіків та 30 822 долари для жінок. За межею бідності перебувало 17,0 % осіб, у тому числі 24,5 % дітей у віці до 18 років та 9,4 % осіб у віці 65 років та старших.
Цивільне працевлаштоване населення становило 25 611 осіб. Основні галузі зайнятості: виробництво — 22,2 %, освіта, охорона здоров'я та соціальна допомога — 19,0 %, роздрібна торгівля — 14,1 %, мистецтво, розваги та відпочинок — 9,4 %.

## Економіка
Гранд-Айленд був і залишається одним з найбільших торгових центрів Небраски. У Небрасці широко відомий торговий пасаж Ґранд-Айленда, розташований в історичному центрі міста та включає в себе безліч магазинів, у тому числі меблевих та антикварних, а також відомі ресторани.
З 2010 року в Ґранд-Айленді проводиться ярмарок штату Небраска.

## Уродженці
- Едіт Ебботт (1876—1957) — американська економістка
- Генрі Фонда (1905-1982) — американський актор театра та кіно.